# Cacus

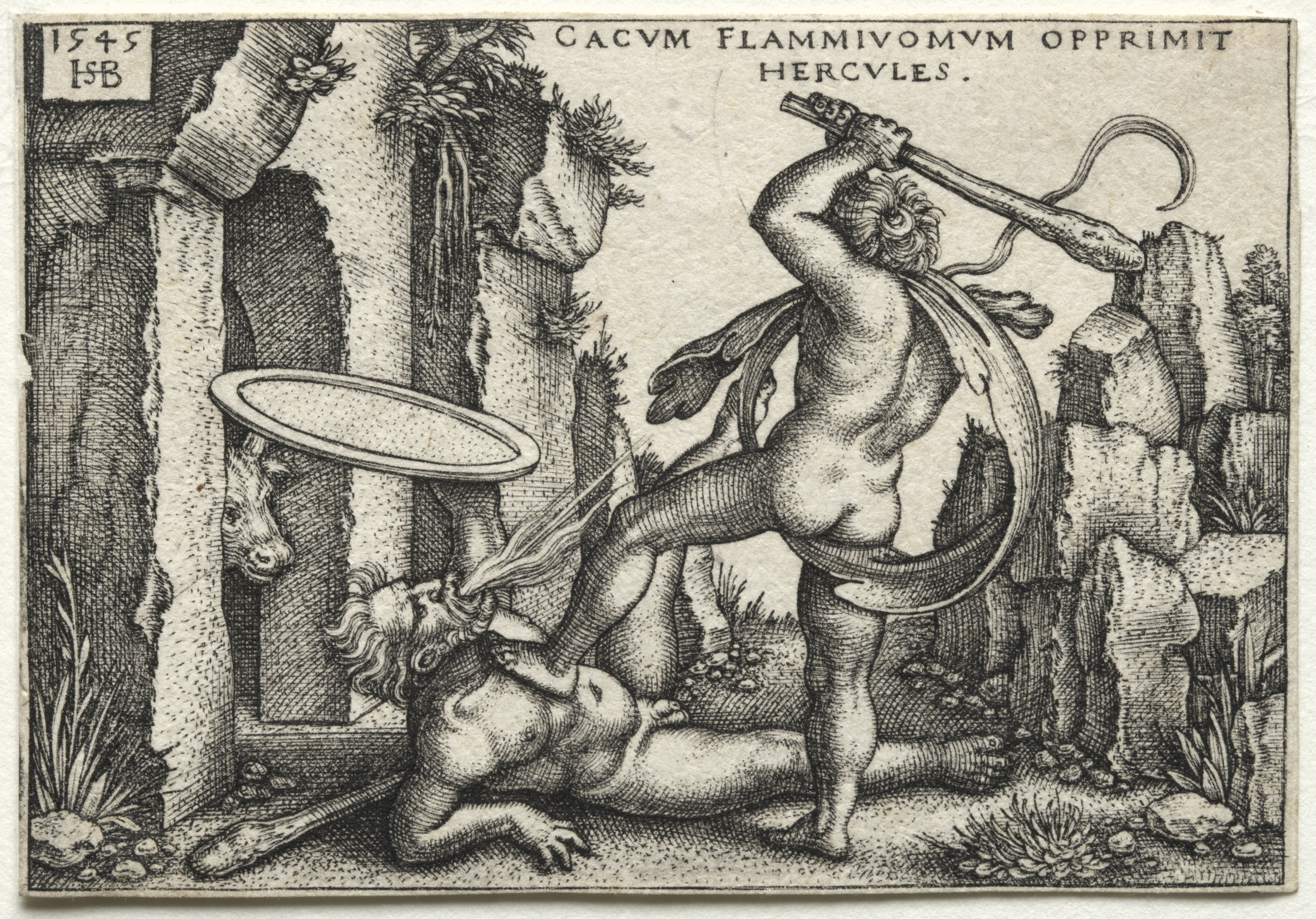
Herkules tötet den feuerspeienden Cacus (Stich von Hans Sebald Beham, 1545)

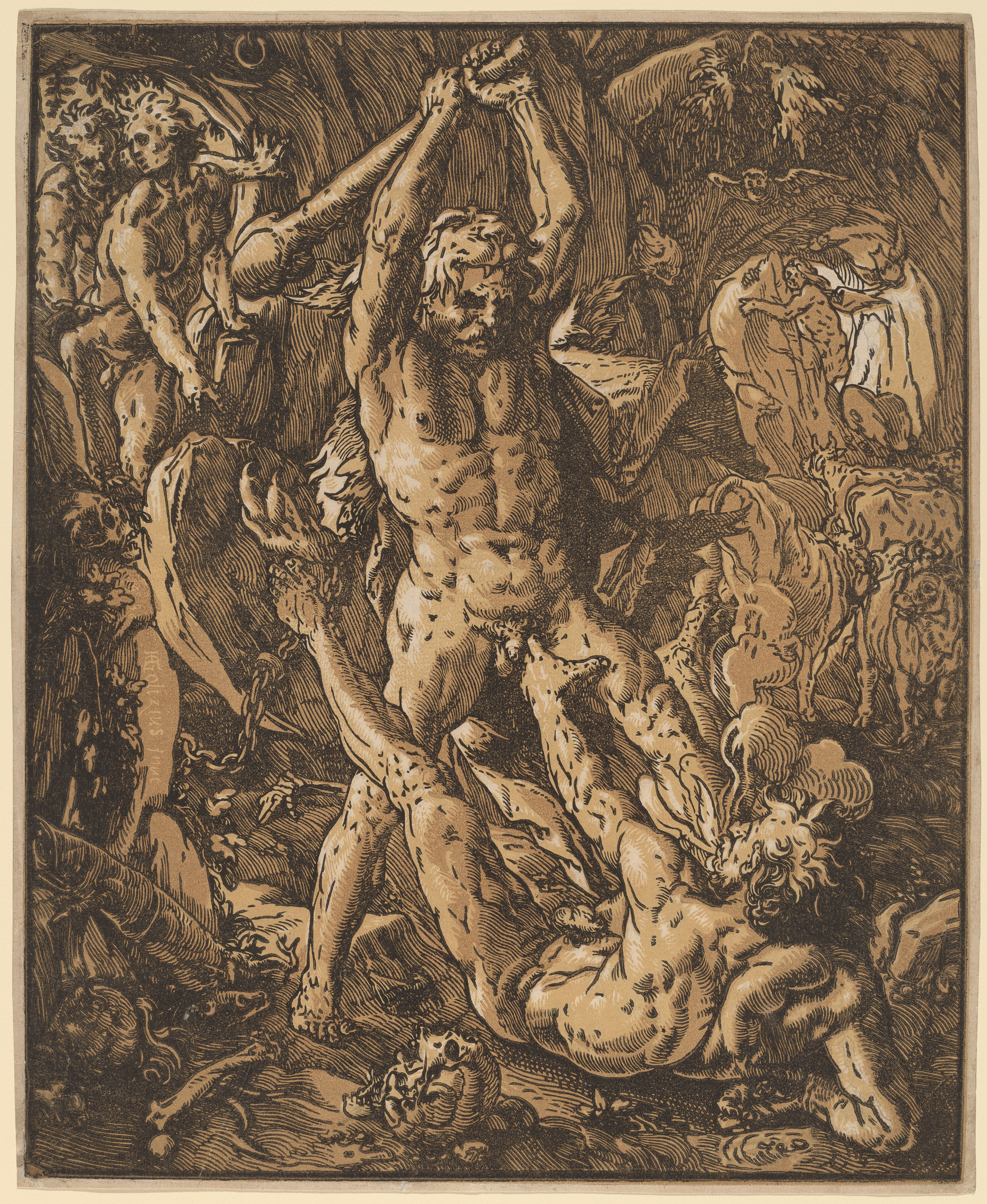
Herkules tötet Cacus (Holzschnitt von Hendrick Goltzius)

Cacus war in der römischen Mythologie ein riesenhafter, mörderischer Räuber, der sich als Sohn des Vulcanus und Bruder der Caca auf das Feuerspeien verstand und das Tor seiner Höhlenwohnung am Abhang des Aventin, der später in die Mauern Roms einbezogen wurde, mit den Schädeln und Knochen seiner Opfer dekorierte. In Rom gab es noch in historischer Zeit ein Atrium Caci und die Scalae Caci, die vom Palatin zum Forum Boarium führten.

## Mythos
Als Hercules nach seiner zehnten Tat die Rinder des Geryon durch Italien trieb, machte er in Latium in der Nähe von Cacus’ Höhle Rast, was dieser Riese nutzte, zwei (oder vier) Rinder zu entwenden. Damit Hercules ihn nicht als Dieb überführe, zog er das Vieh am Schwanz rückwärts in seine Höhle. Das Brüllen einer Kuh verriet den Räuber jedoch, der sich vor dem wütenden Hercules in seiner Behausung verschanzte. Ihr Tor war fest, doch das Höhlendach ließ sich abreißen und Hercules erwürgte den Cacus nach einem langen furchtbaren Kampf oder erschlug das Ungeheuer mit seiner riesigen Keule. Nach einer anderen Version verliebte sich Caca, die Schwester des Riesen, in Hercules und verriet für den Preis seiner Gegenliebe ihren Bruder.
Zur Erinnerung an diese Befreiungstat soll Hercules von Euandros, dem damaligen Beherrscher der Stelle des nachmaligen Rom, die Ara Maxima, der Riesenaltar auf dem Forum Boarium, dem Rindermarkt in Rom, zwischen dem Circus Maximus und dem Tiber, errichtet und ein Opferdienst gestiftet worden sein.
Zum Hintergrund des Mythos gehört, dass der Historiker Gnaeus Gellius von einem Kampf des Hercules gegen einen vermutlich etrurischen Heerführer Cacus berichtet, wobei der Heerführer keinerlei monströsen Züge aufweist. Weiter die seltsame Konstellation mit Caca, der Schwester des Cacus, von der es einen durch Vestalinnen versehenen Kult gegeben haben soll.
Dazu kommen noch Belege eines etrurischen Sehers namens Cacu.
All dies lässt ein altes (etrurisches) Götterpaar vermuten.
Die Ähnlichkeit des Namens mit dem griechischen Kakos (κακός „schlecht“, „böse“) hätte dann Anstoß sein können für die Umformung des Cacus zu einem mörderischen Monster, dessen Bezwingung durch Hercules und damit der Sieg des Rechts gut in das politisch-poetische Programm der Dichter der augusteischen Zeit passte.

## Rezeption

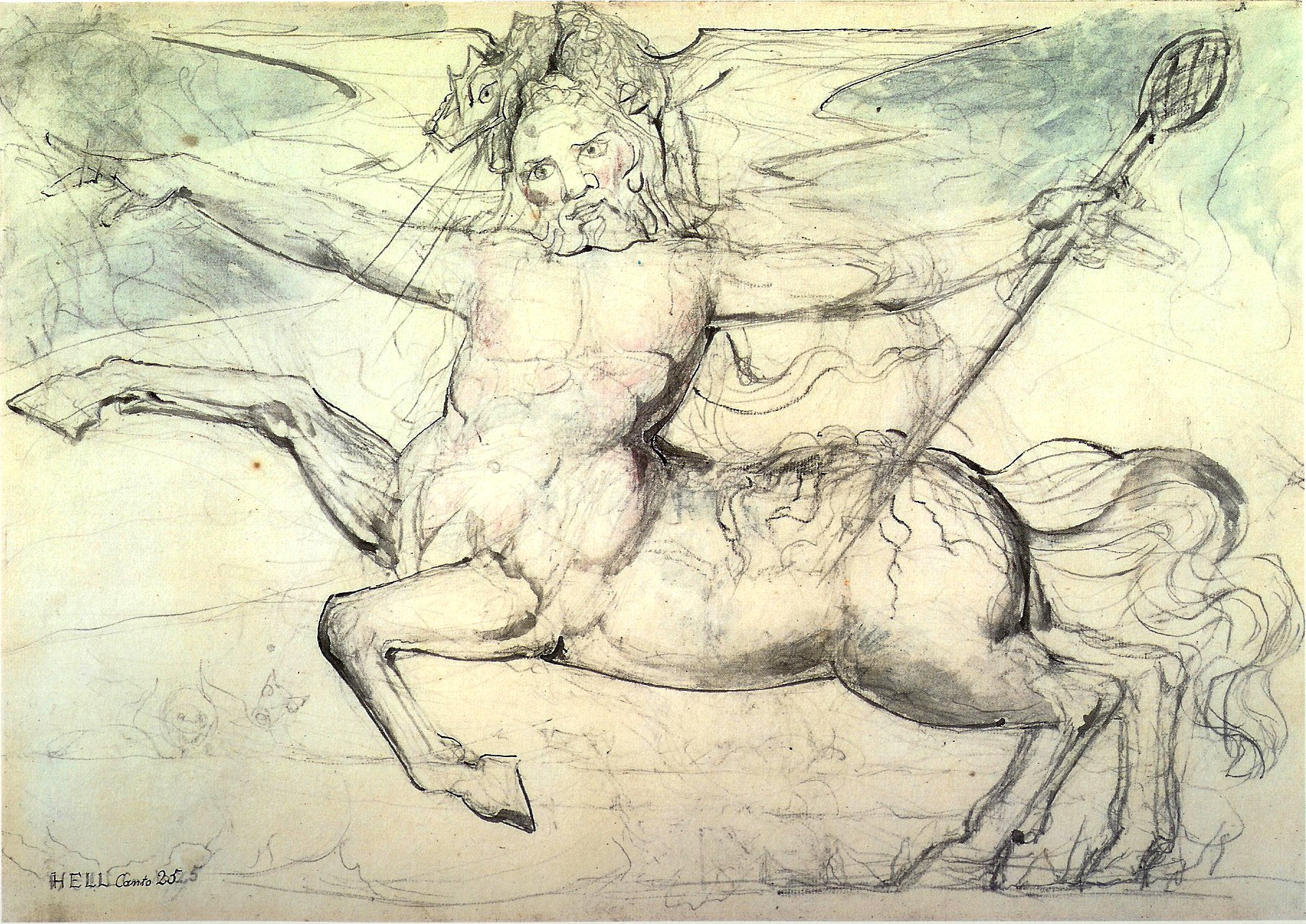

In Dantes Inferno erscheint Cacus als Diebe marterndes Ungeheuer, konkret benannt wird Vanni Fucci, den illegitimen Sohn von Fuccio de’ Lazzari. Dieser hatte 1293 das Reliquiar des San Jacopo aus der Kathedrale von Pistoia geraubt und zugelassen, dass an seiner Stelle ein Unschuldiger verhaftet wurde und fast hingerichtet worden wäre.
Eine Zeichnung des Monsters von William Blake zeigt Cacus entsprechend Dantes Beschreibung als einen Kentauren mit Thyrsos, der auf seinem Kopf einen feuerspeienden Drachen trägt.
Vermutlich ist der Korkus bei Eschweiler nach Cacus benannt.
Außerdem wurde der Mythos in die Eifel verpflanzt, wo er als lokale Sage die Grundlage für die Benennung einer Kakushöhle in Dreimühlen bei Mechernich im Kreis Euskirchen lieferte.